# Storegga földcsuszamlás

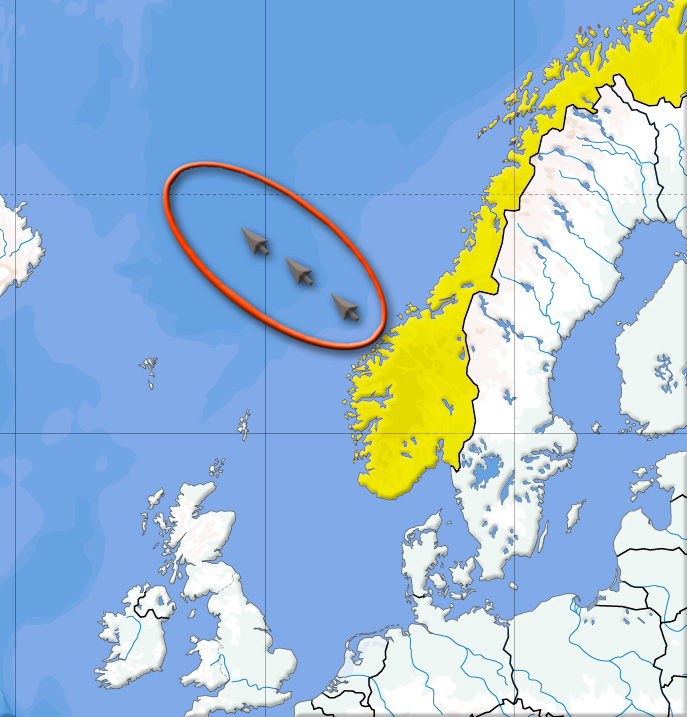
A Storegga csuszamlás által érintett terület és az elmozdulás iránya (piros karikával és nyilakkal jelölve). A sárgával jelölt terület Norvégia

A három Storegga csuszamlást a legnagyobb ismert földcsuszamlásokhoz sorolják. A norvég kontinentális talapzat szélén, a Norvég-tengerben víz alatt jöttek létre i.e. 6225-6170 körül. Az összeomlás hosszát a self peremén 290 km-re becsülik, a törmelék teljes térfogata pedig 3500 km³ volt, ami egy óriási cunamit indított az Észak-Atlanti-óceánban.

## Leírás

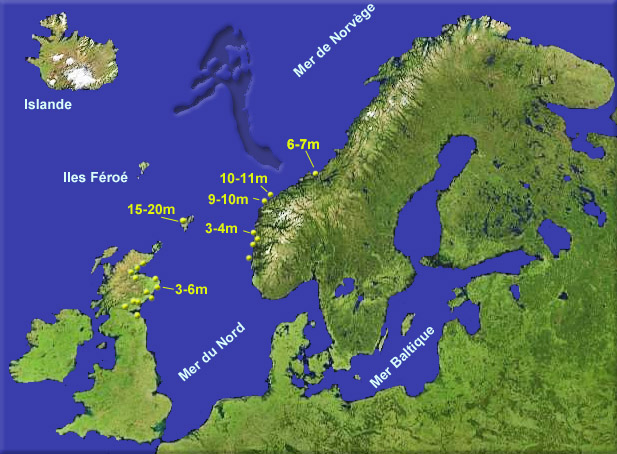
A sárga számok a cunami hullámmagasságát mutatják a legújabb tanulmányok szerint.

A három Storegga csuszamlást a legnagyobb ismert földcsuszamlások között tartják számon. Víz alatt jöttek létre a norvég kontinentális alapzat szélén (a „storegga” jelentése norvégül "nagy perem"), a Norvég-tengerben, 100 km-rel északnyugatra a Møre parttól egy gigantikus cunamit okozva az Észak-Atlanti-óceánon. Az omlás becsülhetően 290 km-es hosszúságban érintette a tengerparti selfet és 3500 km³ törmeléket mozgatott meg. Ez Izland területének felelne meg 34 méteres vastagságban.
A cunami által lerakott üledékekből nyert növényi anyagok szénizotópos kormeghatározása alapján a legutóbbi esemény körülbelül i. e. 6225-6170 között történt. Skóciában megtalálták az ezt követő cunami nyomait, lerakott üledékeit felfedezték a Montrose-medencében, a Firth of Forthban, a szárazföldre 80 km-ig benyúlóan és 4 méterrel a jelenlegi dagály szintje felett.

## Lehetséges kiváltó ok
Valószínű kiváltó oka egy, a metán-hidrátok katasztrofális felszabadulását okozó földrengés lehetett. Egy köbméter szilárd hidrát 164 köbméter metánná tágul.

## Hatása az emberi kultúrákra

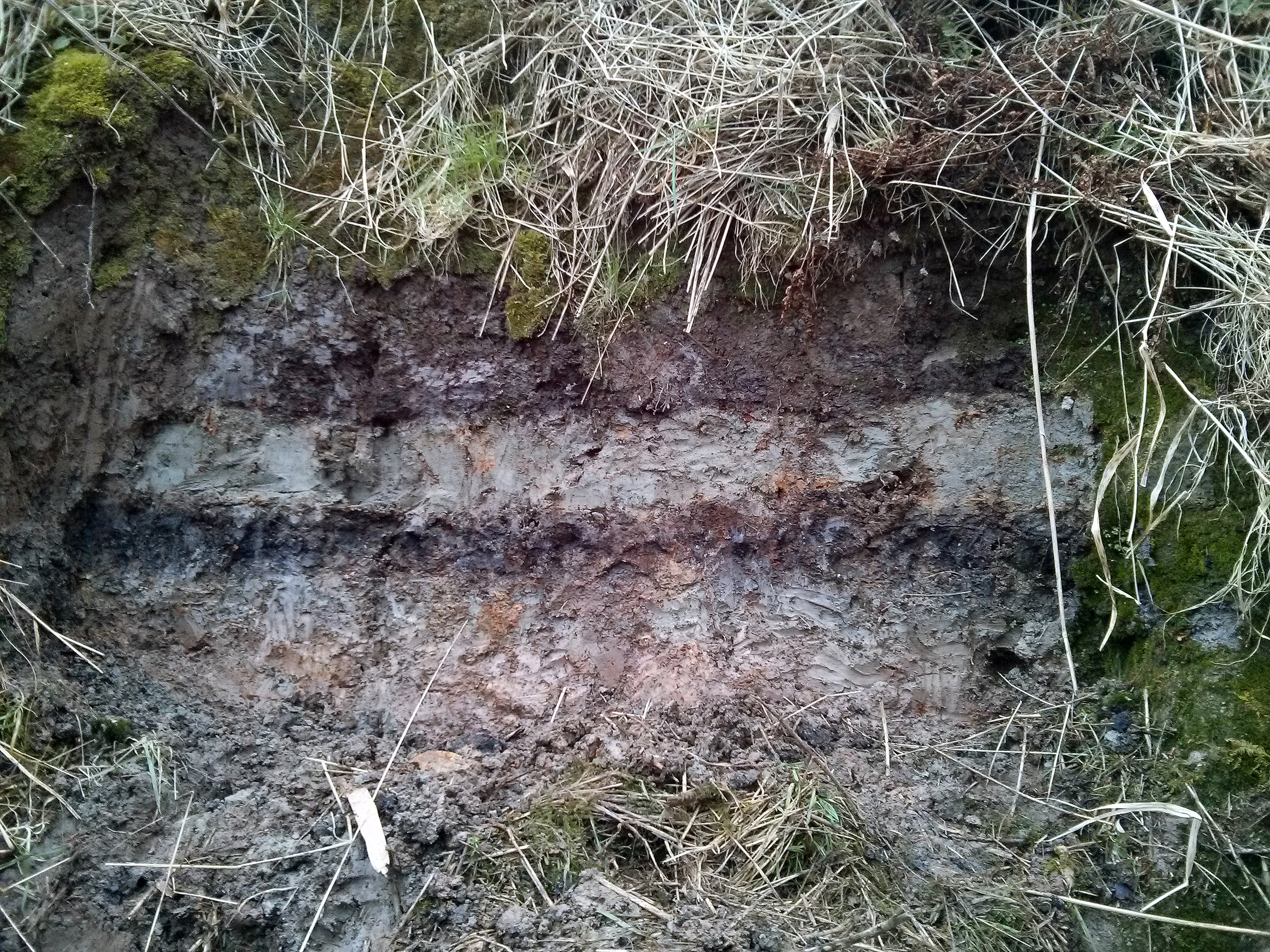
Storegga cunami üledék (felső szürke réteg) tőzeggel közrefogva (sötétbarna rétegek). Feltárva a skóciai Marytonnál a Montrose-medencében

Az utolsó Storegga csuszamlás idejében, vagy röviddel azt megelőzően Nagy-Britannia, Dánia és Hollandia területét a régészek és geológusok által Dogger-földként ismert szárazulat kötötte össze a mai Északi-tenger déli részén. Úgy tartják, hogy ezen a lagúnás, mocsaras, sárral fedett tengerparti területen gazdag vadászatot és halászatot folytathattak a középső kőkorszaki emberi kultúrák.
Bár a Dogger-föld a fokozatosan emelkedő tengerszint miatt tartósan víz alá került, felvetődött, hogy mind Nagy-Britannia, mind a kontinens partvidékét - beleértve a ma már elöntött területeket is - átmenetileg elönthette a Storegga csuszamlás által kiváltott cunami. Ez az esemény katasztrofális csapást mérhetett az akkori mezolitikumi népességre.

## Jelenkori hatása
Az Ormen Lange természetes gázmező előkészítése során ezt az eseményt is alaposan kivizsgálták. Az egyik következtetés szerint a csuszamlás oka az utolsó jégkorszakban keletkezett sajátos földtani képződmény volt, így csak egy újabb jégkorszakot követően ismétlődhetne meg. Ezt a 2004-ben közzétett eredményt tények és érvek támasztják alá, ezért arra a következtetésre jutottak, hogy az Ormen Lange gázmező fejlesztése nem növelné meg jelentősen egy újabb csuszamlás kockázatát.

## Fordítás
Ez a szócikk részben vagy egészben  a   Storegga Slide című angol Wikipédia-szócikk ezen változatának fordításán alapul.  Az eredeti cikk szerkesztőit annak laptörténete sorolja fel. Ez a jelzés csupán a megfogalmazás eredetét és a szerzői jogokat jelzi, nem szolgál a cikkben szereplő információk forrásmegjelöléseként.